# ヒイラギナンテンモドキ
ヒイラギナンテンモドキ（学名 : Xanthorhiza simplicissima）は、 木質の茎を持つ、キンポウゲ科の被子植物である。アメリカ合衆国東部のメイン州南部からフロリダ州北部およびオハイオ州西部からテキサス東部のあたりが原産地である。アルカロイドの1種であるベルベリンが含まれ、それは、昔から現在に至るまで染色、医薬品として使われている。
属名のXanthorhizaは、黄色い根（xantho- は「黄」、 rhiza は「根」）を意味し、ネイティブアメリカンは、本種で黄色の色素を得ていた。種名のsimplicissimaは、単純な (分岐のない) 根であることを意味する。

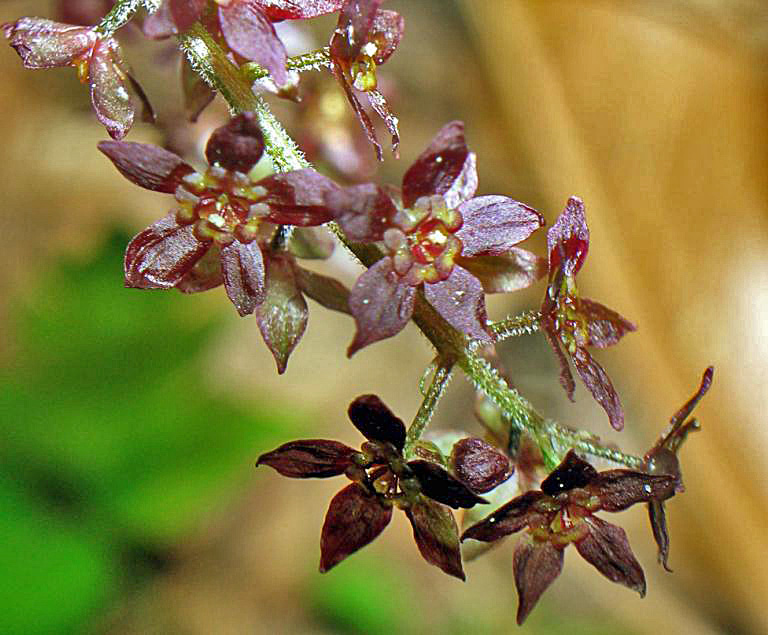
ヒイラギナンテンモドキの花のクローズアップ

野生下では、日光が直接あたらない樹木の陰で、砂質土壌の小川の沿岸にて成長する。栽培下では、日光の多くあたる環境で栽培されるため、秋には鮮やかに紅葉する。高さは20 - 70 cm（まれに90 cmに達する場合がある）に達し、茎は、直径6 mmにまで成長する。葉は、螺旋状に配置され、長さは10-18 cmで、5つの鋸歯がある。花は、枝分かれしない茎の上部にのみ現れる。花は 6-20 cmの円錐花序で、それぞれの花は、星形の小さく赤褐色から紫茶色の5 枚の花弁がある。
ヒイラギナンテンモドキは、地下茎で無性生殖、種子で有性生殖する。

## 参照および外部リンク
1. ↑  この他注目すべき例として同科のクレマチスがある。

- Indepth Article in the Arnold Arboretum's Silva by Jill Nooney.
- Flora of North America: Xanthorhiza simplicissima
- Description with a picture of the fall colors
- site with a picture of the root
- Medicinal uses
- Foster, S. & Duke, J. A. (1998). Field Guide to Medicinal Plants: Eastern and Central North America. Houghton Mifflin. ISBN 0-395-92066-3.